# Aimée Battistini
Aimée Battistini (El Callao, estado Bolívar, Venezuela, 1916-París, Francia, 8 de julio de 1989) fue una pintora venezolana. 
Desde joven reprodujo clásicos de la pintura al óleo. Al mudarse a París en 1928 junto a su familia, Aimée inicia cuatro años de estudios en la Academia Julian. Trabaja en su propio estudio entre 1936 y 1939, período que estará marcado por una tendencia impresionista, aunque durante esta época también incursionó en el estilo cubista.
En 1940 regresa a Venezuela y nace su amistad con el pintor y escultor Alejandro Otero. Después de 1941 viviría en Nueva York y Ciudad de México, hasta que en 1945 regresa a Francia después de finalizada la Segunda Guerra Mundial. Su casa en París fue el centro de reunión del grupo llamado Los Disidentes, conformado por artistas venezolanos que eran partidarios del estilo abstraccionista y se encontraban en contra del canon plástico que estaba vigente en Venezuela, donde predominaban los estilos paisajistas, anecdóticos e indigenistas). Desde marzo de 1950 comenzaron a publicar una revista de arte abstracto homónima.
Participa en una exposición colectiva organizada en París por la Galería Denise René en 1953, aquí estuvo junto a importantes artistas de la vanguardia abstracto-geométrica. Un año después se disuelve un grupo de artistas que funcionaba alrededor de su taller y que llevaba por nombre La Sapoara.

Desde 1954 hasta 1961 vivió en Buenos Aires, y entonces regresa a París, donde estaría radicada hasta el día de su muerte. Tres años más tarde se retiraría definitivamente de la creación plástica.
Las obras de Battistini se caracterizaban por vastos cruces de ritmos, expresados por el paralelismo, la fusión de formas continuas que progresan en una sucesión de ángulos vivos. Sus acordes de color son siempre sobrios y temperados (L.D., 1953). 
Expuso en algunas colectivas como la "Primera muestra internacional de arte abstracto" en la Galería Cuatro Muros en la ciudad de Caracas durante 1952. En la Galería Arnaud de París estuvo junto a Alirio Oramas en 1953. Para 1955 expuso de nuevo en Venezuela, pero esta vez en el Ateneo de Valencia, Edo. Carabobo en "Exposición internacional de pintura", luego en "Arte constructivo venezolano 1945-1965" en la Galería de Arte Nacional de Caracas en 1980.